# Shu-bi-dua 13
Shu-bi-dua 13 er navnet på Shu-bi-duas trettende album, som udkom i 1992. Albummet blev på ny genudgivet i remasteret version på CD og som download i 2010 under navnet "Deluxe udgave".
Sangen "Sexchikane" modtog prisen for "Årets Dansk Hit" ved Danish Music Awards i 1993. Sangen er en dansk udgave af Miriam Makebas sang "Pata Pata". Med 240.000 solgte eksemplarer var Shu-bi-dua 13 det bedst sælgende album i Danmark dette år.

## Spor
| #   | Titel                                      | Længde |
| --- | ------------------------------------------ | ------ |
| 1.  | "Familien kom til kaffe"                   | 3:50   |
| 2.  | "Gode råd"                                 | 2:01   |
| 3.  | "Sexchikane"                               | 3:14   |
| 4.  | "Lykkehjulet"                              | 3:30   |
| 5.  | "Min piges slikkepind"                     | 2:56   |
| 6.  | "En søndag på Amager år 2000"              | 0:20   |
| 7.  | "Jeg bli'r så deprimeret"                  | 3:32   |
| 8.  | "Den lilla söta hunden"                    | 0:20   |
| 9.  | "Danser med grise"                         | 4:42   |
| 10. | "Kære Lone"                                | 2:35   |
| 11. | "Fætter U.G."                              | 2:39   |
| 12. | "Grøn koncert"                             | 0:18   |
| 13. | "Mos på din gravsten (en nekro-spirituel)" | 2:45   |
| 14. | "Tango jalousi"                            | 3:25   |
| 15. | "Ærligt talt"                              | 3:25   |
| 16. | "Schlaskenwaltz" (bonus)                   | 1:01   |
| 17. | "Pop, Jazz & Balletskovitz" (bonus)        | 2:08   |
| 18. | "Sweat-no" (bonus)                         | 0:27   |
| 19. | "Det bedste vi ved" (bonus)                | 2:07   |

Spor 16-19 er bonusnumre, som kun findes på de remastered cd- og downloadudgaver fra 2010, og de stammer alle fra filmen Den røde tråd. "Schlaskenwaltz" er tidligere udgivet på opsamlingerne Shu-bi-læum og Shu-bi-dua 200, "Pop, Jazz & Balletskovitz" er tidligere udgivet på Shu-bi-dua 200, "Sweat-no" er tidligere udgivet på Shu-bi-læum.
Alle titler og sporlængder er taget fra 2010-downloadudgaverne.

## Originalsange
- Originalen til "Sexchikane" er "Pata Pata" (Miriam Makeba/Jerry Ragovoy)
- Originalen til "Min piges slikkepind" er "My Girl Lollypop" (Robert Spencer, Morris Levy, og Johnny Roberts)